# Denison (Iowa)
Pour les articles homonymes, voir Denison.
La ville américaine de Denison est le siège du comté de Crawford, dans l’État de l’Iowa. Elle comptait 8 373 habitants lors du recensement de 2020.

## Personnalités liées à la ville
Le pionnier de l’aviation Clarence Chamberlin est né à Denison en 1893 ;
L’ actrice américaine Donna Reed est née en 1921 à Denison.
Chuck Darling joueur de basket-ball est né à Denison en 1930 ;

## Source
- (en) Cet article est partiellement ou en totalité issu de l’article de Wikipédia en anglais intitulé « Denison, Iowa » (voir la liste des auteurs).